# حمله به رژه نظامی در اهواز
حمله به مراسم گرامیداشت هفته دفاع مقدس در اهواز که به اختصار حمله به رژه نظامی در اهواز خوانده شده‌است، یک حمله مسلحانهدر ایران بود که در صبح روز شنبه ۳۱ شهریور ۱۳۹۷ در جریان مراسم رژه نظامی نیروهای مسلح به مناسبت آغاز هفته دفاع مقدس در اهواز روی داد. این حمله چندین کشته و زخمی از نظامیان و مردم عادی به همراه داشت. شورای امنیت سازمان ملل متحد، وزارت امور خارجه ایالات متحده، اسپانیا، سوریه، پاکستان، الجزایر، ارمنستان و رؤسای جمهور روسیه، مصر و افغانستان و برخی کشورها و نهادها و شخصیت‌های سیاسی دیگر مانند سفیر بریتانیا امیر کویت، قطر و عمان ضمن تروریستی نامیدن این حمله آن را به شدت محکوم کردند. داعش و بنا به گفته برخی رسانه‌ها گروه الاحوازیه نیز در ابتدا مسئولیت این حمله را بر عهده گرفته‌اند. گروه الاحوازیه اما بعد از یک روز با انتشار بیانیه‌هایی به زبان‌های عربی و انگلیسی، مسئولیت خود در حملهٔ تروریستی اهواز را رد کرد. رئیس کمیسیون امنیت ملی مجلس ایران نیز طی مصاحبه‌ای تأکید کرد سهل‌انگاری باعث بروز حادثهٔ تروریستی اهواز شد و ایجاد چنین صحنه‌هایی تنها به خاطر اشتباه امنیتی بود.

## حمله
این حمله حدود ساعت ۹ صبح حوالی پادگان لشکر ۹۲ زرهی اهواز رخ داد. مهاجمان مسلح که پیش از اجرای این مراسم در پشت محل برگزاری رژه کمین کرده و منتظر بودند، نیم ساعت پس از آغاز مراسم، مسیر رژهٔ یگان‌های سپاه پاسداران انقلاب اسلامی و  نیروی انتظامی وارتش جمهوری اسلامی ایران را به رگبار گلوله بستند.

## آمار و تلفات

### غیرنظامیان و سربازان
بر اساس گزارش‌های اولیه در این حادثه ۲۵ نفر از غیرنظامیان و نیروهای نظامی کشته و ۶۰ نفر نیز زخمی شده‌اند. در بین کشته‌شدگان یک کودک چهار ساله نیز حضور داشت.
سخنگوی ارشد نیروهای مسلح نیز اعلام کرد، به دلیل دور بودن فاصله مهاجمان تا جایگاه سخنرانی و همچنین واکنش سریع نیروهایی که امنیت آنجا را به عهده داشتند به هیچ‌یک از مسئولان و مقامات کشوری و لشکری حاضر در این مراسم آسیبی نرسید.

### مهاجمین
ابتدا رسانه‌ها گزارش دادند در جریان این تیراندازی ۳ نفر از مهاجمان کشته و ۱ نفر دیگر نیز که به سختی مجروح شده بود دستگیر شد که در بیمارستان جان خود را از دست داد، اما دو روز بعد از این حادثه فردی که حاضر نبود نامش فاش شود به خبرگزاری ایرنا گفت که یک نفر از حمله‌کنندگان که هویتش مشخص نبود به اشتباه جنازه‌اش در بین کشته‌شدگان قرار گرفته بود که پس از اقدامات کارشناسی دقیق مشخص شد که وی از حمله‌کنندگان بوده‌است و احراز هویت شد؛ بنابراین طبق آخرین آمار قطعی، تعداد حمله‌کنندگان ۵ نفر  و کشته‌های این حادثه نیز ۲۴ نفر و مجروحان ۶۸ نفر اعلام شد.

## مسئولیت
جنبش مبارزهٔ عربی برای آزادی اهواز مشهور به گروه الاحوازیه اولین گروهی بود که در گفتگو با تلویزیون ایران اینترنشنال انجام این حمله را بر عهده گرفت،  هرچند داعش نیز مسئولیت آن را بر عهده گرفت.
رسانه‌های دولتی ایران گزارش دادند که «مردان مسلح تکفیری» این حمله را انجام دادند.

#### الاحوازیه
یعقوب حر تستری، سخنگوی جنبش مبارزهٔ عربی برای آزادی اهواز در گفت‌وگوی اختصاصی با دویچه ولهٔ فارسی گفت: «این جنبش به‌دلایل سازمانی در حال حاضر مسئولیت این حملهٔ مسلحانه را بر عهده نمی‌گیرد، اما مقاومت ملی اهواز مسئولیت حملات را می‌پذیرد و ما هم آن را یک عمل مشروع در مقابل انتقال آب به مناطق مرکزی ایران، فقر، تبعیض و اعدام‌ها می‌دانیم.»
گروه‌های وابسته به الاحوازیه با نشر پوستری مسئولیت حمله به رژهٔ اهواز را بر عهده گرفتند. جنبش الاحوازیه در تاریخ ۱ مهر مسئولیت انجام این حمله را رد کرد.در همان ساعات اولیهٔ این عملیات، داعش مسئولیت آن را بر عهده گرفت. اما به‌دلیل مصاحبهٔ سخنگوی جنبش الاحوازیه با تلویزیون ایران اینترنشنال که در آن مدعی شده بود که مقاومت ملی اهواز، نه مشخصاً جنبش الاحوازیه مسئول این حمله است انگشت اتهام به سمت جنبش الاحوازیه نشانه رفت.
روزنامه شرق در ایران نیز طی یادداشتی با عنوان «حادثه تروریستی اهواز قومی نیست» بر ابعاد مختلف این ماجرا و فعالیت‌های داعش پرداخت.

#### داعش
داعش با انتشار عکسی در رسانه اعماق (وابسته به داعش) اسنادی را دال بر مسئول اصلی این اقدام افشا کرد. سپس داعش با انتشار ویدئویی از چند فرد در حالی که لباس نظامی به تن دارند، مدعی برنامه‌ریزی و انجام حمله از سوی خود شد. در ویدئوی منتشر شده توسط داعش، دو نفر اول در این ویدئو به زبان عربی و نفر سوم به زبان فارسی صحبت می‌کنند.
اعماق در کانال تلگرامی خود نوشت: «یک منبع امنیتی گفت، «انغماسی‌های» دولت اسلامی [نیروهای ویژهٔ داعش] به تجمع نیروهای ایرانی در شهر اهواز در جنوب ایران حمله کردند». دو روز بعد از این حادثه داعش یک اینفوگرافی از حمله به رژهٔ نیروهای مسلح در اهواز منتشر کرد که نشان می‌داد در این حمله ۵ نفر مشارکت داشته‌اند. این گروه مدعی شده در این حمله ۴۰ نفر کشته و ۶۰ تن زخمی شدند.
داعش پس از نشر چند خبر و انتشار فیلم، عکس و اینفوگرافی از نیروها و عملیاتش در اهواز یک فایل صوتی نیز در این باره منتشر کرد. گروه داعش با انتشار یک فایل صوتی مجدداً مسئولیت حادثه اهواز را بر عهده گرفت. در این فایل، فردی به‌نام «ابو حسن المهاجر» ادعا کرد این آخرین تهاجمی نخواهد بود که علیه جمهوری اسلامی ایران انجام می‌شود.
مدیرمسئول روزنامه جوان، عبدالله گنجی در یادداشتی با عنوان «تروریسم ایدئولوژیک یا قوم‌گرایانه؟» با ذکر هفت دلیل عملیات تروریستی اهواز را بر عهدهٔ داعش دانست. وی با ذکر دلایلی از جمله این‌که دو نفر از کشته‌شدگان با هم برادرند که برادر سوم آنان قبلاً در سوریه انتحاری عمل نموده و کشته شده‌است یکی دیگر از تروریست‌های کشته‌شده پسر عموی آن دو است که ارتباط این افراد با داعش یا تروریست‌های تکفیری را قطعی می‌نماید. گنجی باور دارد که چهرهٔ مهاجمان کشته‌شده با چهره‌های افراد ویدئوی منتشرشده از سوی داعش، تطابق دارد و با اشاره به چند دلیل، نوشت که این حرکت، ریشه‌های قوم‌گرایانه ندارد.
نمایندهٔ وقت مردم شهرستان اهواز، حمیدیه و باوی در مجلس شورای اسلامی نیز طی مصاحبه‌ای اظهار کرد که در خانهٔ تیمی که از این گروه تروریستی کشف شده نیز مستنداتی همچون پرچم داعش پیدا شده‌است.

### هویت مهاجمان
وزارت اطلاعات جمهوری اسلامی ایران، ضمن اطلاع‌رسانی در خصوص دستگیری ۲۲ نفر مرتبط با این حادثه، اسامی تیم پنج‌نفرهٔ مهاجمین را به همراه درج تصاویر به شرح زیر عنوان کرد:
- ایاد منصوری[۳۶] (کشته‌شده)
- فؤاد منصوری[۳۶] (کشته‌شده)
- احمد منصوری[۳۶] (کشته‌شده)
- جواد ساری[۳۶] (کشته‌شده)
- حسن درویشی[۳۶] (نامشخص)

## واکنش‌ها
پایگاه اطلاع‌رسانی دفتر سید علی خامنه‌ای، رهبر جمهوری اسلامی، با انتشار پیام تسلیت او در این وب‌سایت نوشت: «جنایت این‌ها ادامهٔ توطئه دولت‌های دست‌نشاندهٔ آمریکا در منطقه است که هدف خود را ایجاد ناامنی در کشور عزیز ما قرار داده‌اند». در این پیام همچنین از مسئولان اطلاعاتی و امنیتی خواسته شده تا عاملان دیگر این حادثه را شناسایی و به دست عدالت بسپارند.
وزارت امور خارجهٔ ایران نیز ضمن احضار سفرای کشورهای هلند و دانمارک و کاردار انگلستان به وزارت امور خارجه، نسبت به اقامت برخی اعضای گروه الاهوازیه در این کشورها اعتراض کرد و از دولت‌های مزبور خواسته‌است که این حمله را محکوم کرده و افراد مرتبط با آن را به ایران تحویل دهند تا محاکمه شوند. بهرام قاسمی سخنگوی وزارت خارجه ایران با اشاره به این‌که ایران پیشتر خواهان دستگیری این افراد بوده گفت که «این پذیرفتنی نیست که تا زمانی که افراد این گروهک تروریستی در خاک اروپا مرتکب جنایت نشده‌اند در لیست تروریستی اتحادیه اروپا قرار نمی‌گیرند.» وزارت خارجهٔ ایران همچنین کاردار امارات متحده عربی در ایران را احضار کرده و اعتراض رسمی ایران به اظهارات اخیر بعضی از مقام‌های اماراتی را در آنچه حمایت از حملات اهواز خواند، به او ابلاغ کرد.
سپاه پاسداران انقلاب اسلامی نیز طی بیانیه‌ای، گروه‌ها و جریانات مرتبط با این حمله را به اقدام تلافی‌جویانه تهدید کرد.
ولیعهد سابق ایران، رضا پهلوی نیز ضمن ابراز همدردی و تسلیت به خانواده‌های قربانیان و نیروهای مسلح ایران، این حمله را محکوم کرد.

### بین‌المللی
- رئیس‌جمهور روسیه ولادیمیر پوتین این حمله را جنایت خونین نامید و ضمن استقبال از مبارزهٔ سرسختانه با تروریسم، آمادگی خود را در همکاری با دولت ایران در این زمینه اعلام کرد.
- وزارت امور خارجهٔ سوریه این حملهٔ تروریستی را به‌شدت محکوم کرد و به کسانی که تروریسم را در منطقه پشتیبانی می‌کنند، هشدار داد.
- پاکستان نیز از طریق محمد فیصل سخنگوی دفتر امور خارجه این حمله را محکوم کرد.[۴۵][۴۶]
- ریاست‌جمهوری افغانستان با نشر اعلامیه‌ای حملهٔ تروریستی در اهواز را که منجر به قربانی شدن شهروندان آن کشور شد را به‌شدت تقبیح کرد.[۴۷]
- شورای امنیت سازمان ملل متحد در بیانیه‌ای «حملهٔ تروریستی» در اهواز را محکوم کرد. این شورا در بیانیهٔ خود گفته‌است به شدیدترین وجه، این حملهٔ «تروریستی شنیع بزدلانه» را محکوم می‌کند.[۴۸]
- سخنگوی وزارت امور خارجه ایالات متحده در واکنش به این حملهٔ مرگبار، ضمن ابراز همدردی با مردم ایران تصریح کرد که هر نوع اقدام تروریستی از سوی آمریکا محکوم است و[۴۹] در ادامه گفت: «ما کنار مردم ایران و مقابل آفت تروریسم اسلامی افراطی ایستاده‌ایم و مراتب همدردی خود را با آن‌ها در این شرایط ناگوار، ابراز می‌کنیم.»[۴۹]
- جنبش مقاومت اسلامی حماس جنایت حمله به نیروهای مسلح جمهوری اسلامی ایران در شهر اهواز که به قربانی و زخمی شدن ده‌ها نفر انجامید، را محکوم کرد.[۵۰]